# James Cosmo
James Cosmo (Clydebank, Escòcia, 24 de maig de 1948) és un actor escocès de cinema i de televisió que debutà a la dècada del 1960. Es feu famós per les seves aparicions a Highlander, Braveheart i a Les Cròniques de Nàrnia: el lleó, la bruixa i l'armari; més recentment ha tingut papers a pel·lícules com Trainspotting, L'última legió i Troia, i a la sèrie de televisió Game of Thrones (2011).

## Biografia
Cosmo és fill del també actor James Copeland. Ha estat un element bàsic de la televisió britànica, apareixent en centenars de programes de televisió, llaurant-se un renom de "tipus dur".
És més familiar per al públic internacional pels seus papers en pel·lícules com Angus MacLeod en Highlander, Campbell en Braveheart i com a Papà Noel en l'adaptació de The Chronicles of Narnia: The Lion, the Witch and the Wardrobe. Durant la seva carrera d'actor també ha tingut papers en pel·lícules com Trainspotting, L'última legió, Troia, i 2081. A la televisió és particularment conegut per haver donat vida al Lord Comandant de la Guàrdia de la Nit, Jeor Mormont, en la sèrie de HBO Joc de Trons.
Està casat amb Annie Harris des del 2000 i té dos fills: Findlay i Ethan.

## Filmografia
- La batalla d'Anglaterra (1969)
- Virgin Soldiers (1969)
- Els immortals (Highlander) (1986)
- L'illa del tresor (Treasure Island)' (1990)
- Braveheart (1995)
- Trainspotting (1996)
- Emma (1996)
- To End All Wars (2001)
- Once Upon a Time in the Midlands (2002)
- The Reckoning (2003)
- Troia (2004)
- The Adventures of Greyfriars Bobby (2005)
- Les Cròniques de Nàrnia: el lleó, la bruixa i l'armari (2005)
- L'última legió (2007)
- The Seeker: The Dark is Rising (2007)
- El Color de la Màgia (2008)
- 2081 (2009)
- Merlín (2010)
- Sons of Anarchy (2010)
- Game of Thrones (2011)
- Project 12.The Bunker (2013)
- Outlaw King (2018)